# Manny Marc
Pour les articles homonymes, voir Schneider.
Manny Marc, de son vrai nom Marc Schneider, né le 21 avril 1980 à Tempelhof, Berlin, est producteur, rappeur et disc jockey allemand. Manny Marc est le DJ du groupe Bass Crew, avec Frauenarzt, MC Basstard, et MC Bogy. En 1997, il fonde le street gang Berlin Crime, avec Frauenarzt, et en 1998 le label indépendant Bassboxxx. En 2006, il fonde avec Frauenarzt le label Ghetto Musik.

## Biographie
Marc collabore initialement avec Frauenarzt, avec lequel il fonde le label discographique Bassboxxx en 1998 (le label prend ensuite le nom de Ghetto Musik en 2006, et de Atzenmusik en 2007). Il s'investit dans la scène hip-hop berlinoise depuis la fin des années 1990 d'abord comme graffeur, puis comme DJ du groupe Bass Crew avec Frauenarzt, MC Bogy et Basstard. 
En 2009, la chanson Das geht ab! de l'album Atzen Music Vol 1 devient un succès dans les discothèques de Palma. Frauenarzt et Manny Marc voyagent alors tous les dimanches dans la discothèque Riu Palace, pour présenter leur succès commun. La chanson atteint la 8e place en Allemagne. Début 2010 sort le nouveau single Disco Pogo de Frauenarzt et Manny Marc. Il atteint la deuxième place des classements locaux.

## Discographie

### Albums studio
- 2004 : Verbrechen lohnt sich
- 2005 : Berlin bleibt Untergrund – das Album (avec Frauenarzt)
- 2006 : Hart an der Grenze (avec Frauenarzt)
- 2007 : Blutsport
- 2007 : Die üblichen Verdächtigen
- 2007 : Sexurlaub
- 2007 : Krieg in Berlin
- 2008 : Feiern mit den Pleitegeiern
- 2008 : Danke Deutschland (EP)
- 2008 : Atzen Musik Vol. 1 (avec Frauenarzt)
- 2010 : Atzen Musik Vol. 2 (avec Frauenarzt)
- 2010 : Die üblichen Verdächtigen 2  (album avec Major et Spade)
- 2011 : Party Chaos
- 2012 : Atzen Musik Vol. 3 (avec Frauenarzt)

### Singles
- 2008 : Florida Lady (avec Frauenarzt et Alexander Marcus)
- 2009 : Das geht ab (avec Frauenarzt)
- 2010 : Disco Pogo (avec Frauenarzt)
- 2010 : Atzin (avec Frauenarzt)
- 2010 : Rock die Scheiße fett (avec Frauenarzt)
- 2011 : Strobo Pop (avec Frauenarzt et Nena)
- 2011 : Hasta la Atze (avec Frauenarzt)
- 2012 : Party (avec Frauenarzt)
- 2014 : Joko Fiss